# Johan Emanuel Billström
Johan Emanuel Billström (i riksdagen kallad Billström i Röa'), född 19 april 1836 i Stenkyrka socken, Bohuslän på Tjörn, Göteborgs och Bohus län, död 15 mars 1912 i Stenkyrka församling, svensk lantbrukare och politiker.
Billström var lantbrukare i Röa på Tjörn. Han var som riksdagsman ledamot av andra kammaren.